# Nikola Tesla Szerb Tanítási Nyelvű Óvoda, Általános Iskola, Gimnázium és Kollégium
A Nikola Tesla Szerb Tanítási Nyelvű Óvoda, Általános Iskola, Gimnázium és Kollégium (szerbül: Српско забавиште, основна школа, ђачки дом и гимназија) oktatási intézmény, mely Budapesten található.

## Története
Eleinte minden délszláv nemzet iskolája volt 1948-ban. Pécsen kezdte meg a működését, de hamarosan politikai okokból Budapestre költöztek az Abonyi utcába, majd 1950-ben a Rózsák terére. Az iskola ezt követően a délszláv nevet a szerb, horvátra cserélte. 1993-ban a jugoszláv polgárháború (délszláv háború) miatt az iskola elhagyta nevének horvát részét. Ma Magyarországon az egyetlen államilag elismert intézmény, amely szerb nyelven folytat tanítást és 13 évfolyamból áll (8 + előkészítő + 4). Hivatalosan 1993. szeptember 1-jén kezdte meg működését Szerb Tanítási Nyelvű Óvoda, Általános Iskola, Gimnázium és Kollégium néven. Ehhez két évvel később csatlakozott a diákotthon, amely Szerb diákotthon néven a Rózsa utca 5. alatt található, és ahol az általános iskolába és gimnáziumba járó gyermekek lettek elhelyezve.
2012. november 25-én a szerb elnök, Tomislav Nikolić meglátogatta az iskolát.

## Óvoda
Az óvodai élet három osztott csoportban folyik 3-tól 6 éves korig. A megszervezett és megtervezett foglalkozások az óvodai pedagógiai program szerint valósulnak meg. Az óvodai nevelés célja, hogy felkészítsék a gyermekeket az iskolai kihívásokra, miközben a szerb nyelvet ápolják.

## Általános iskola
Kis létszámú osztályok, a tanítási órákon intenzív idegennyelv-tanítás, lehetőség a számítógépes ismeretek alapjainak elsajátítására, valamint kulturális rendezvényeken való részvételre az iskola keretein belül ill. kívül is, felkészítés országos versenyekre, egyéni foglalkozás a tehetséges gyermekekkel, egyéni felzárkóztatások, iskolai sportfoglalkozások, hittan, segítség a továbbtanuláshoz.

## Gimnázium
A budapesti szerb tanítási nyelvű gimnáziumba egész Magyarországról és a szomszédos országok területéről iratkozhatnak be diákok. Az iskola a belvárosban, egy felújított épületben található, amely 1876-ban épült, és szép példája a korabeli építészeti mesterműveknek.

## Kollégium
Azon tanulók részére, akik nem laknak Budapesten, kollégiumi elhelyezést biztosít az intézmény a Rózsa utca 5. szám alatt. A tanítás után a tanulók a kollégiumi nevelőkkel együtt és az ő segítségükkel készülnek a másnapi tanórákra az iskola épületében. Hétvégeken különböző szabadidőprogramokat szerveznek a számukra.

## Öregdiák
- Radovan Jelašić[3]

## Az épület története
Az egyemeletes, neoreneszánsz iskola 1875–1876-ban Pucher József tervei szerint, saját kivitelezésében épült – a Rózsák tere felé néző főbejárattal és a Péterfy Sándor utca felé néző (gazdasági) bejárattal. Az építtető az Országos Kisdedóvó Egyesület volt. Az épület egyik részében mindmáig óvoda van, mely Gróf Brunszvik Teréz nevét vette fel 1992-ben, de a Nikola Tesla Szerb Tanítási Nyelvű Óvoda, Általános Iskola, Gimnázium és Kollégium is itt működik. A ház falán tábla állít emléket annak, hogy 1876 és 1952 között itt működött az első magyarországi Óvónőképző Intézet.
Az épület első tervét felelős építőmesterként Ybl Miklós írta alá, és a mester munkatársa és barátja, Ney Béla készítette el. Ez a terv, habár megkapta az építési engedélyt, nem valósult meg. Az egyesület új tervet készíttetett Pucher Józseffel. Ezen az alaprajz alig módosult, a homlokzat viszont igen: a korábbitól eltérően franciás jellegű, a rizalitok manzárdtetős pavilonként jelennek meg. Amikor Pucher egy évtizeddel később új szárnnyal bővítette az épületet, az egymáshoz a tér sarkán L-alakban csatlakozó régi és új épületrész csuklópontján Louvre-tetős sarokpavi- lont épített, így lett a ház a francia reneszánsz stílust felelevenítő historizáló irányzat egyik jelentős példája. (Kőfaragómunkák: Kelendorfer József és Woletz Alajos, mozaikburkolat: Depold Luigi, ólomüvegezés: Róth Zsigmond, szobordíszek: Szandház-testvérek.)
1874-ben még csak a Szegényház állt a téren, amikor az Országos Kisdedvédő Egyesület a fővároshoz fordult, hogy adjon telket gyermekkertésznő-képezdéje (azaz óvónőképző intézete) számára. Ez az egyesület ugyan csak az előző évben jött létre, de a következőben összeolvadt a Kisdedóvó-intézeteket Magyarországon Terjesztő Egyesülettel, amely akkor már több évtizedes múltra tekinthetett vissza. Ez utóbbi 1836-ban alakult, Brunszvik Teréz grófnő irányításával, aki 1828-ban az első magyarországi óvodát alapította Budán.
Az egyesület tevékenysége – részben az 1849 utáni kedvezőtlen történelmi körülmények miatt — csak korlátozott lehetett. Az Országos Kisdedvédő Egyesület, amely a hanyatlás ellensúlyozására alakult 1873-ban, szintén rendelkezett saját képzőintézettel, sőt árvaházzal is. Telket abból a célból kért a fővárostól, hogy a kétéves képzésre bővítendő képezdét és a hozzá kapcsolandó internátust, valamint árvaházat közös épületben lehessen elhelyezni. Hamarosan megkezdődtek a tárgyalások a két egyesület fúziójáról, hogy a kisdedóvás ügyét egyeden nagy, országos szervezet hatékonyabban képviselhesse. 1874 júniusában megtörtént az összeolvadás, aminek eredményeként létrejött az Országos Kisdedóvó Egyesület, amely megörökölte elődszervezetétől a telekkérelmet.

## Fordítás
- Ez a szócikk részben vagy egészben  a   Serbian Kindergarten, Primary School, High School and Students' Home című angol Wikipédia-szócikk ezen változatának fordításán alapul.  Az eredeti cikk szerkesztőit annak laptörténete sorolja fel. Ez a jelzés csupán a megfogalmazás eredetét és a szerzői jogokat jelzi, nem szolgál a cikkben szereplő információk forrásmegjelöléseként.